# Смерть Віргінії (Шевченко)
Смерть Віргінії — рисунок Тараса Шевченка виконаний ним в 1836 році в Санкт-Петербурзі. Один з малюнків на історичну тематику створених під час навчання у художника Василя Ширяєва. Він зображує сцену смерті римлянки Віргінії.
Малюнок був подарований художником Василю Жуковському і довгий час зберігався у приватних колекціях в Європі, а потім у Пушкінському Домі в Ленінграді. У 1930 році переданий до Інституту Тараса Шевченка, потім зберігався в різних українських установах доки в 1948 році не увійшов до складу фондів Державного музею Тараса Шевченка. Починаючи з 1930 року, малюнок неодноразово експонувався на різних виставках.

## Історія малюнку
Малюнок був створений Тарасом Шевченком у 1836 році в Санкт-Петербурзі, під час навчання у художника Василя Ширяєва. Останній навчав своїх учнів не тільки техніці інтер'єрного розпису, але й малювати роботи на античну та міфологічну тематику в академічному стилі. Під час навчання у Ширяєва, Шевченко створив низку «складних багатофігурних композицій» на античну тематику. Одночасно, як сторонній учень, Шевченко навчався на класах Товариства заохочення художників.
Разом з кількома іншими роботами 1835—1837 років, малюнок був подарований художником своєму товаришу, поету Василю Жуковському. Останній у 1841 році покинув Російську імперію і вивіз малюнки до Європи. По смерті Жуковського, його син Павло передав частину батьківської колекції, разом з малюнком Віргінії, колекціонеру Олександру Онєгіну, який заповів своє зібрання Російській академії наук. З 1928 року малюнок увійшов до фондів Пушкінського Дому, через два роки його передали до Інституту Тараса Шевченка у Харкові. У 1940 році малюнок увійшов до складу фондів Центрального музею Тараса Шевченка у Києві. Після реорганізації музею, у 1948 році, малюнок зберігається у Державному музеї Тараса Шевченка (з 1991 року Національний музей Тараса Шевченка) під інвентарним номером г-315. Стан задовільний.
Малюнок виконаний аквареллю та тушшю на листі паперу розмірами 25,2 × 35,7 сантиметра. У його лівому нижньому куті є авторський напис зроблений тушшю: 1836 Шевченко. Малюнок був наклеєний на паспарту, на звороті якого розміщений напис Т. Шевченко, а праворуч внизу — Собраніє А. Θ. Онѣгина — Paris. Під чам реставрації, у 1955 році, паспарту було відокремлене. 
За різними відомостями, «Смерть Віргінії» вперше згадується або у харківській «Робітничій газеті» (20.03.1930), або у виданні «Пушкинский дом. Выставка собраний А. Ф. Онегина» (1930). Мистецтвознавець Олексій Новицький включив малюнок «Смерть Віргінії» до восьмого тому Повного зібрання творів Шевченка (1932), де він був вперше репродукований та прокоментований.

## Сюжет малюнка

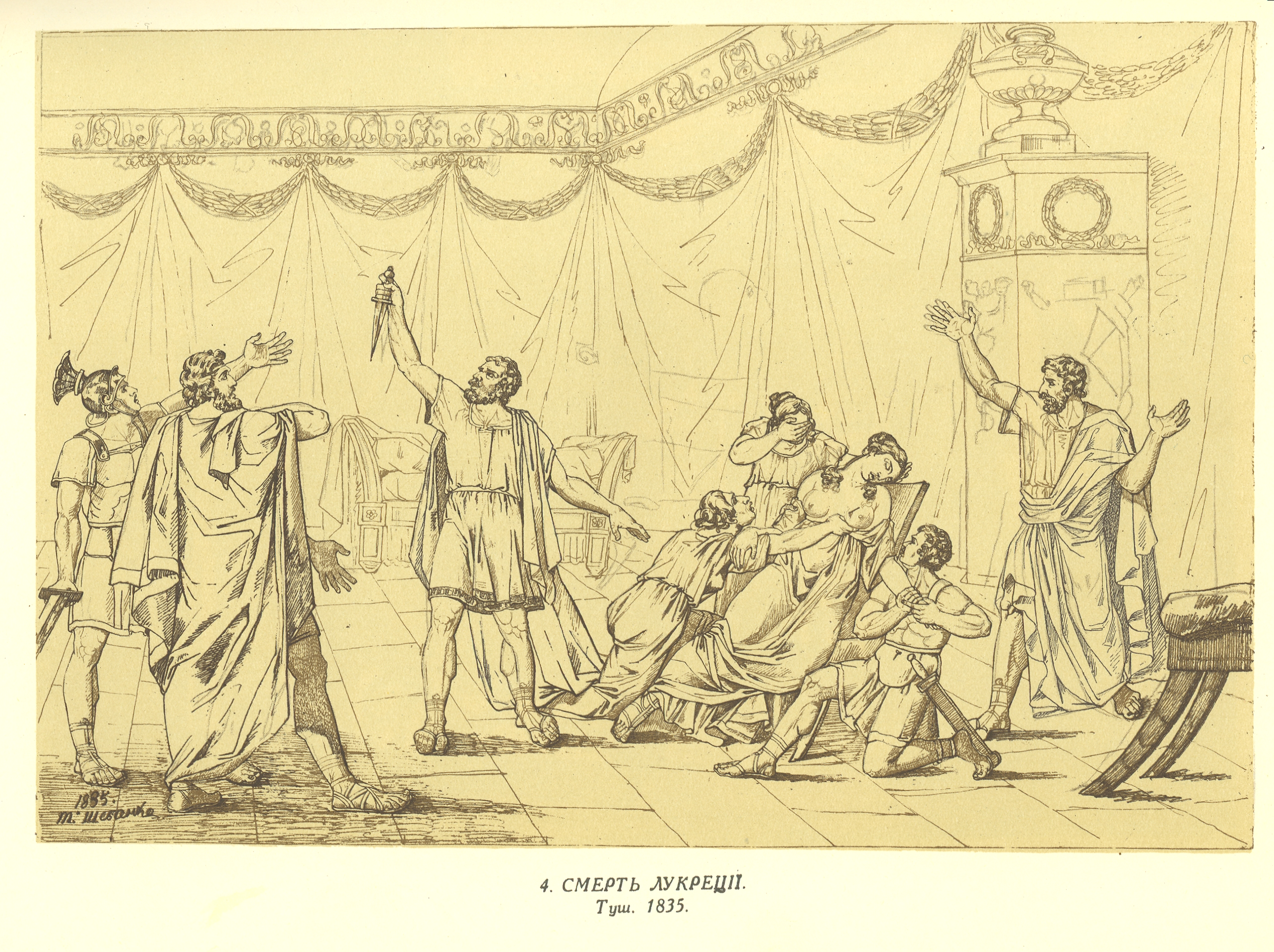
Тарас Шевченко «Смерть Лукреції». 1835 рік

На малюнку зображено сцену вбивства римлянки Віргінії. Вона була дочкою центуріона Луція Віргінія і нареченою колишнього народного трибуна Луція Іцилія. Однак її покохав патрицій Аппій Клавдій Красс Сабін Інрегіллен, який в той час головував у колегії децемвірів. Після того як дівчина відмовила на залицяння патриція, останній вирішив звернутися до хитрощів. Його клієнт Марк Клавдій заявив, що Віргінія насправді є його рабинею і заявив свої права на неї. Суддя, яким був Аппій Клавдій Красс, визнав дівчину рабинею. Щоб врятувати дочку від рабства, батько заколов ножем Віргінію зі словами: «Ось єдиний засіб зберегти тобі свободу». Цей вчинок викликав обурення у народі та призвів до повалення влади децемвірів. Тема малюнка була поширеною, на той час, в Академії мистецтв.
Мистецтвознавець Дмитро Степовик відносить «Смерть Віргінії» до серії малюнків Тараса Шевченка про смерть відомих історичних персонажів. Літературознавець Станіслав Росовецький пов'язував тематику смерті в цих малюнках Шевченка «юнацьким потягом до Танатосу», спричиненим депресією художника через тривалі відстрочки щодо його викупу з кріпацтва.
Рисунок схожий розміщенням персонажів і зображенням жестів на попередній твір художника — «Смерть Лукреції». Композиція малюнка залишається двоплановою, хоча Шевченко тут відмовився від замкненого простору розмістивши дію посеред вулиці та створивши прохід у глибину. Одяг людей, фасади будинків та сама римська вулиця мають історично достовірний вигляд. На відміну від «Смерті Лукреції», художник зробив малюнок кольоровим, розфарбовуючи його акварельними фарбами. Завдяки цьому Шевченко зміг тонально виписати деталі, наприклад складки одягу, та більш м'якше і мальовничіше трактувати форму. Поведінка та орієнтована на ефект жестикуляція персонажів твору придають йому сценічний характер. На думку дослідниці Анастасії Козулько, композиція «Смерті Віргінії» нагадує сцену з вистави, бо Шевченко ще був «не в змозі зобразити реальну ситуацію».
Мистецтвознавець Леонід Владич, вважав основний сюжет малюнку «виразно промовистим», на його думку, це «вбивство батьком дочки, аби врятувати її від рабства». На думку дослідника Миколи Бурачека, малюнок міг бути перерисований з гравюр, які перебували у власності Василя Ширяєва. Мистецтвознавець Олександр Скворцов зазначав, що малюнок свідчить про «академічний вишкіл» Шевченка, а розвиток у малюнку глибини показує вплив класицизму 1830-х років.

## Участь у виставках
Виставки на яких експонувався малюнок:
- Виставка зібрань О. Ф. Онегіна. Ленінград. 1930
- Шевченківська виставка. Харків. 1930
- Шевченко-художник. До 170-річчя від дня народження. Київ. 1984